# Greggio
Greggio är en ort och kommun i provinsen Vercelli i regionen Piemonte, Italien. Kommunen hade 349 invånare (2018).